# Proteus (microbiologia)
Proteus Hauser, 1885 è un genere di batteri della famiglia Morganellaceae. È ossidasi negativo, catalasi positivo e non è in grado di fermentare il lattosio, caratteristica che ne permette l'identificazione in agar MacConkey. Le varie specie possiedono ureasi, un enzima che ne giustifica il particolare tropismo verso l'apparato urinario. P. mirabilis è il principale patogeno del genere, spesso isolato nelle infezioni recidivanti delle vie urinarie in pazienti anziani e cateterizzati. Tutte le specie appartenenti al genere Proteus hanno la caratteristica di sciamare nei terreno di coltura con molti elettroliti disciolti: una colonia isolata viene a disperdersi in tutto il terreno di coltura solido, per via dei flagelli peritrichi (disposti su tutto il corpo cellulare) che possiedono.